# Аркадиј Вјатчањин
Аркадиј Аркадјевич Вјатчањин (рус. Аркадий Аркадьевич Вятча́нин; Воркута, 4. април 1984) је некадашњи руски, а од 2015. године српски пливач чија специјалност је пливање леђним стилом на 50, 100 и 200 метара.
Вјатчањин је двоструки освајач олимпијске бронзе из Пекинга 2008., четвороструки првак Европе и троструки вицепрвак света. Последњи наступ за селекцију Русије остварио је на финалу националног купа у Казању 21. априла 2013. године. Министар омладине и спорта у Влади Србије Вања Удовичић изјавио је на конференцији за новинаре у Пливачком савезу Србије одржаној 15. јануара 2015. да је то министарство Влади Србије упутило захтев за додељивање држављанства Вјатчањину, и да ће тај пливач убудуће наступати за репрезентацију Србије.
Власник је актуелног српског рекорда на 100 метара леђно који сада износи 53,84 секунде. Вјатчањин је рекорд поставио на пливачком митингу Арена про серије у америчкој Меси 18. априла 2015, чиме је уједно изборио и А олимпијску норму за Игре 2016. у Рију.